# Søren L. Lange
Søren Læssøe Lange (5. maj 1760 i Faaborg – 19. juni 1828 i København) var en dansk maler og tegner. 
Lange var produktiv som landskabstegner omkring år 1800; han udførte byprospekter og fremstillinger fra de nyanlagte romantiske haver som for eksempel Classens Have, Enrum, Jægerspris Slot, Liselund, Marienborg (Møn?) og Sandholt.

## Galleri
- Liselund, 1796
- Schweizerhuset ved Jægerspris, 1799
- Gravhøj ved Jægerspris, 1799
- Udsigt af den offentlige Promenade af Hr. Conferenceraad Classen anlagt uden Kiöbenhavns Østre Port, 1803
- Prospect af det Kongellige Slot Frederichsborg i Siælland, 1804
- En Udsigt ved Liselund paa Møen, 1805